# Puhovo (Dugo Selo)
 Puhovo  falu Horvátországban Zágráb megyében. Közigazgatásilag Dugo Selóhoz tartozik.

## Fekvése
Zágrábtól 22 km-re keletre, községközpontjától  2 km-re délkeletre, a zágráb-dugo seloi vasútvonaltól délre  fekszik. A település legnagyobb része a Bože Huzanića utca, a Črnec Dugoselski felé menő út mentén húzódik. 

## Története
A település nevét valószínűleg egykori birtokosáról kapta, mások szerint az erdeiben elő sok peléről (puh) nevezték el. 	
A falunak 1857-ben 23, 1910-ben 67 lakosa volt. Trianonig Zágráb vármegye Dugoseloi járásához tartozott. 2001-ben 469 lakosa volt. 

## Lakosság
| Lakosság változása | Lakosság változása | Lakosság változása | Lakosság változása | Lakosság változása | Lakosság változása | Lakosság változása | Lakosság változása | Lakosság változása | Lakosság változása | Lakosság változása | Lakosság változása | Lakosság változása | Lakosság változása | Lakosság változása |
| ------------------ | ------------------ | ------------------ | ------------------ | ------------------ | ------------------ | ------------------ | ------------------ | ------------------ | ------------------ | ------------------ | ------------------ | ------------------ | ------------------ | ------------------ |
| 1857               | 1869               | 1880               | 1890               | 1900               | 1910               | 1921               | 1931               | 1948               | 1953               | 1961               | 1971               | 1981               | 1991               | 2001               |
| 23                 | 27                 | 41                 | 47                 | 50                 | 67                 | 53                 | 65                 | 66                 | 69                 | 85                 | 88                 | 177                | 286                | 469                |

## Külső hivatkozások
- Dugo Selo város hivatalos oldala
- Dugo Selo oldala
- Dugo Selo információs portálja
- Dugoselska Kronika